# Biblioteca Națională și Universitară a Sloveniei
Biblioteca Națională și Universitară (în slovenă Narodna in univerzitetna knjižnica, NUK), înființată în 1774, este una dintre cele mai importante instituții educaționale și culturale naționale ale Sloveniei. Ea se află în centrul Ljubljanei, între Turjaška ulica, Gosposka ulica și Vegova ulica, într-o clădire proiectată de arhitectul Jože Plečnik în anii 1930–1931 și construită în perioada 1936–1941. Această clădire este considerată una dintre cele mai importante opere arhitectonice ale lui Plečnik. În conformitate cu prevederile legii fiecare editură din Slovenia este obligată să trimită un exemplar al fiecărei publicații la Biblioteca Națională și Universitară.
În 2011 biblioteca avea o colecție de aproximativ 1.307.000 de cărți, 8.700 de manuscrise și numeroase alte materiale tipărite, vizuale și multimedia și era abonată (în 2010) la 7.900 de publicații periodice. Cărțile și celelalte materiale sunt păstrate în depozitele din Turjaška ulica și din Leskoškova cesta. Din cauza lipsei de spațiu a fost planificată construirea unei noi clădiri moderne în apropiere.

## Istoric
În jurul anului 1774, după desființarea ordinului iezuit, a fost formată Biblioteca Liceului Cezaro-Crăiesc din Ljubljana din fondurile de carte provenite de la Biblioteca Iezuiților și de la mai multe biblioteci mănăstirești. Ea a fost înființată printr-un decret emis de împărăteasa Maria Tereza. Depunerea copiilor după orice lucrare tipărită în depozitul legal al Bibliotecii a devenit obligatorie în urma unui decret emis de Curtea Imperială Austriacă în 1807, la început doar în Carniola, cu excepția unei scurte perioade de administrație franceză, când au fost aduse copii din toate provinciile ilirice. În 1919 a fost numită Biblioteca Națională de Studii și a început să colecteze copii ale materialelor tipărite în întreaga Slovenie. În același an a fost înființată Universitatea din Ljubljana (prima universitate din Slovenia), iar biblioteca a trebuit să răspundă nevoilor educaționale ale studenților sloveni. În 1921 a început să achiziționeze copii ale materialelor tipărite în întreaga Iugoslavie. În baza Legii universităților din 1938 a fost denumită Biblioteca Universitară din Ljubljana.

## Arhitectură

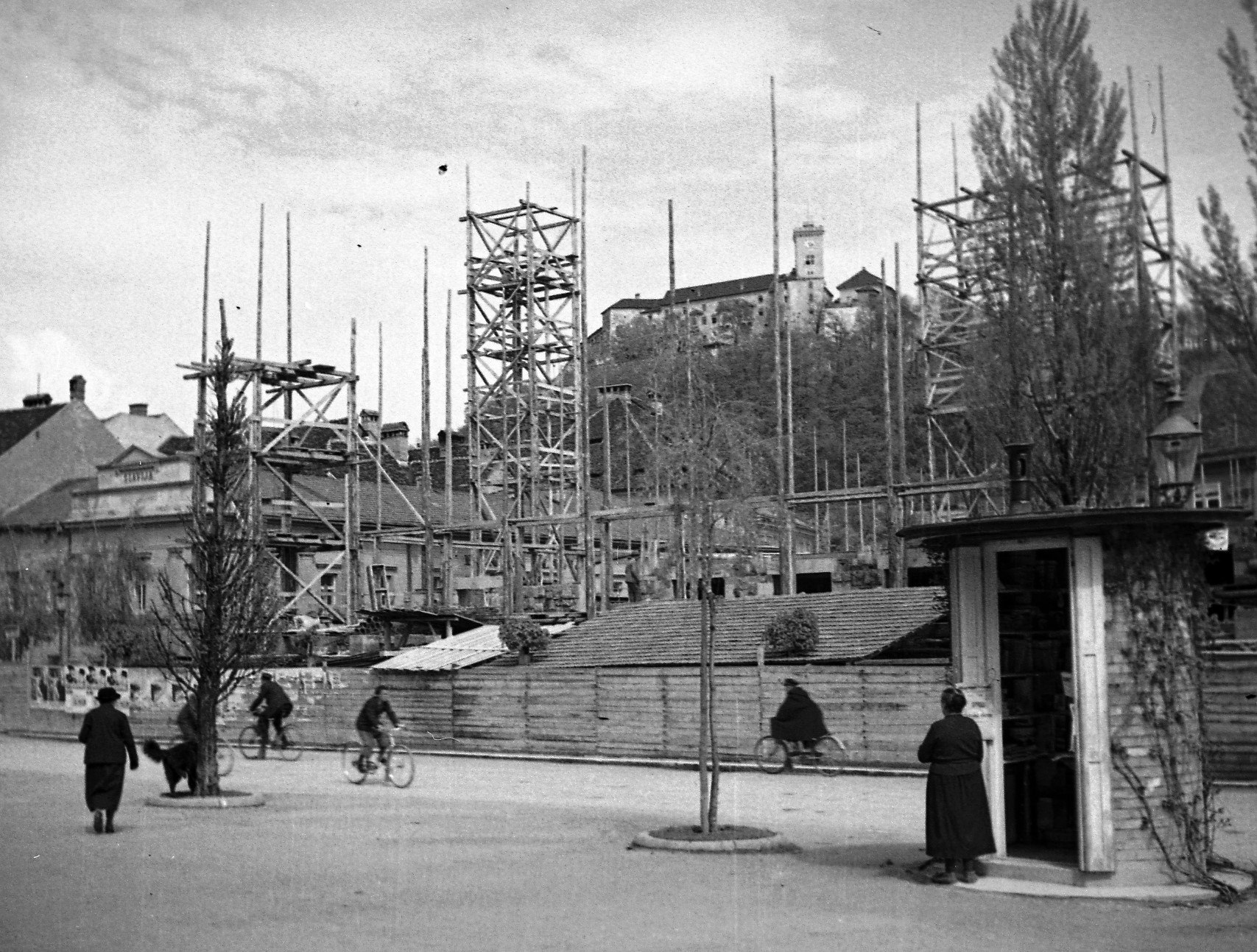
Noua clădire a bibliotecii în primele faze ale construcției sale (1937)

Începând din anul 1791 biblioteca a fost amplasată în clădirea Liceului Regal-Imperial din Ljubljana. În 1919 i s-a atribuit provizoriu un spațiu suplimentar în clădirea Liceului Poljane. În perioada 1930-1931, ca urmare a faptului că spațiile bibliotecii erau insuficiente, arhitectul Jože Plečnik a conceput planurile unei noi clădiri. Acest proiect a întâmpinat inițial rezistența autorităților iugoslave de la Belgrad. Cu toate acestea, protestele și demonstrațiile susținute ale studenților s-au dovedit eficiente, iar noua clădire a fost construită între 1936 și 1941 de compania inginerului Matko Curk.
Clădirea bibliotecii este cea mai impunătoare clădire proiectată de Plečnik în Slovenia. Prin dimensiunea și forma ei, imită fosta Curte Ducală (Knežji dvorec), care s-a aflat anterior în acest loc și a fost distrusă de Cutremurul din 1895. Clădirea este masivă și are un plan pătrat și o curte interioară. Fațada frontală, orientată către Turjaška ulica, a fost proiectată ca un amestec de cărămizi și bucăți de piatră, unele dintre ele provenind de la săpăturile arheologice realizate în acel loc, și a fost modelată în stilul palatului arhitectului italian Federico Zuccari. Mânerele ușii principale se termină cu un cap mic al lui Pegas. Simbioza dintre pereții masivi și sticla fragilă de pe unele fațade laterale este complet originală. Fațadele laterale sunt orientate către Gosposka ulica și Vegova ulica. Intrarea laterală din Gosposka ulica este decorată cu o statuie a lui Moise, sculptată de Lojze Dolinar.
Interiorul cuprinde patru aripi și holul central. Lumina pătrunde în clădire prin ferestrele sălii principale de lectură, care se află orientată transversal în partea de sus a scării principale. Acest lucru simbolizează ideea centrală a arhitecturii clădirii, „de la amurgul ignoranței până la lumina cunoașterii și educației”. Scara și cele 32 de coloane ale sale sunt construite din marmură de Podpeč. În plus, există o scară mică cu balcoane în fiecare dintre cele patru colțuri ale clădirii. Principala sală de lectură, modelată în funcție de estetica industrială a secolului al XIX-lea, este ornată cu candelabre mari. Ea are doi pereți de sticlă pe fiecare parte, care sunt împărțiți de o coloană în două porțiuni simetrice și fac parte din pereții laterali ai clădirii. Mesele și scaunele sunt confecționate din lemn. Pivnița a fost renovată în 2000 de Marko Mušič, atunci când au fost executate lucrări de protejare a clădirii împotriva cutremurelor.
Clădirea bibliotecii a fost reprezentată pe reversul bancnotei 500 de tolari, emisă în 1992 de Banca Sloveniei.

## Extinderea bibliotecii
În anul 1987 a fost planificată construirea unei clădiri noi a Bibliotecii Naționale și Universitare, numită NUK II. Noua clădire urma să fie construită la intersecția formată de Zoisova cesta, Slovenska cesta, Rimska ulica și Emonska cesta. În urma unui concurs din 1989 a fost ales proiectul realizat de Marko Mušič. În anii următori i s-au plătit lui Mušič peste 2 milioane de euro, iar guvernul sloven a cheltuit peste 30 de milioane de euro pentru construirea clădirii NUK II. Cu toate acestea, începerea lucrărilor de construcție a fost amânată. Au existat mai multe cauze ale întârzierii, printre care apariția unor probleme în procesul de achiziție a terenului, prelungirea termenului de realizare a documentației necesare pentru obținerea autorizației de construire și efectuarea unor săpături arheologice în zona castrului roman Emona în anii 1990–1999 și 2008. În 2009 Ministerul Educației, Științei și Tehnologiei, condus de Gregor Golobič, a constatat că planurile anterioare sunt depășite și a decis repetarea concursului de proiecte. Un nou concurs a avut loc la sfârșitul anului 2011 și începutul anului 2012. Comitetul de evaluare, condus de Aleš Vodopivec, a primit 120 de propuneri, dintre care aproape jumătate erau din afara Sloveniei. În mai 2012 comitetul a ales propunerea înaintată de biroul de arhitectură Bevk Perović arhitekti. Noua bibliotecă va fi adaptată erei digitale, iar ruinele arheologice din zonă vor fi integrate în noul complex. În mai 2012 încă nu se cunoșteau data începerii construcției și costurile preconizate. Locul a fost folosit provizoriu ca parcare.

## Legături externe
- Site-ul oficial
- Proiectul de extindere al biroului de arhitectură Bevk Perović Arhitekti